# 세야키타구치역
세야키타구치역(일본어: 勢野北口駅)은 일본 나라현 이코마군 산고정에 위치한 긴키 닛폰 철도 이코마 선의 철도역이다. 역 번호는 G 26이며, 단선 승강장 1면 1선의 구조를 갖춘 지상역이다.

## 이용 현황
- 2005년 11월 8일 : 2,226명
- 2008년 11월 18일 : 2,113명
- 2010년 11월 9일 : 1,951명
- 2012년 11월 13일 : 1,819명
- 2015년 11월 10일 : 1,896명

## 역 주변
- 역 주변은 전부 주택지임.

## 역사
- 1951년 11월 20일 : 시기이코마 전철이 다쓰타가와 - 시기산구치 간에 신설 개업.
- 1964년 10월 1일 : 긴키 닛폰 철도가 시기이코마 전철을 합병. 긴테쓰 이코마 선의 역이 됨.
- 2007년 4월 1일 : IC 카드 PiTaPa 사용 개시.
- 2012년 12월 21일 : 모토산조구치 역, 다쓰타가와 역과 함께 종일 무인역화됨.

## 인접 역
| 긴키 닛폰 철도 이코마 선   | 긴키 닛폰 철도 이코마 선 | 긴키 닛폰 철도 이코마 선 |
| -------------------------- | ------------------------ | ------------------------ |
| G25 다쓰타가와 이코마 방면 | G 이코마 선              | 시기산시타 G27 오지 방면 |